# Kōhei Amasaki
Kōhei Amasaki (天﨑 滉平, Amasaki Kōhei), né le 22 octobre 1990 à Settsu dans la Préfecture d'Osaka, est un seiyū japonais.

## Rôles

### Anime
- Mobile Suit Gundam: Iron-Blooded Orphans : Takaki Uno
- My Hero Academia : Neito Monoma
- Mob Psycho 100 : Takeshi Hoshino
- Re:ZERO –Starting Life in Another World– : Otto Suwen
- Tsurezure Children : Jun Furuya
- Isekai Cheat Magician : Taichi Nishimura
- Stars Align : Taiyō Ishigami
- Shine - Smile at the Runway : Ryūnosuke Eda
- Hypnosismic -Division Rap Battle- Rhyme Anima (en) : Saburō Yamada
- Mon amie des ténèbres : Kotarō Kitagawa
- Alya Sometimes Hides Her Feelings in Russian : Masachika Kuze

### Drama CD
- Hensuki: Are You Willing to Fall in Love with a Pervert, as Long as She's a Cutie? : Keiki Kiryū

### Jeux vidéo
| Année | Titre                                                                | Rôle                                 |
| ----- | -------------------------------------------------------------------- | ------------------------------------ |
| 2015  | I-Chu                                                                | Runa Kagurazaka                      |
| 2015  | Prince of Stride                                                     | Gouto Goseki, Akemi Konomura         |
| 2016  | Akasasu Sekai de Kimi to Utau                                        | Ōna                                  |
| 2016  | Ikemen Bakumatsu ◆ Unmei no Koi                                      | Kirisato                             |
| 2016  | Suran Digit                                                          | An Hachizawa                         |
| 2016  | Namu Amida Butsu!                                                    | Seishi Bosatsu                       |
| 2016  | Ys VIII: Lacrimosa of Dana                                           | Rastell                              |
| 2017  | Kizuna Striker!                                                      | Rinya Satsuki                        |
| 2017  | Sengoku Night Blood                                                  | Kakei Jūzō                           |
| 2018  | LORD of VERMILION IV                                                 | Haruo Yaguchi                        |
| 2018  | Piofiore: Fated Memories                                             | Emilio                               |
| 2018  | Choice×Darling                                                       | Takumi Yaida                         |
| 2018  | World end Heroes                                                     | Shin Mitsugi                         |
| 2018  | 100 Sleeping Princes and the Kingdom of Dreams                       | Ivan                                 |
| 2019  | Op8♪                                                                 | Shino Kagura                         |
| 2019  | Samurai Shodown                                                      | Yashamaru Kurama                     |
| 2019  | A3!                                                                  | Kaya Mizuno                          |
| 2019  | Hero's Park                                                          | Shiduki Suō                          |
| 2019  | Puzzle & Dragons                                                     | Yashamaru Kurama                     |
| 2019  | Dragon Quest X                                                       | Yair                                 |
| 2019  | SD Gundam GGENERATION CROSSRAYS                                      | Takaki Uno                           |
| 2019  | Promise of Wizard                                                    | Chloe Collins                        |
| 2020  | Ensemble Stars!                                                      | Aira Shiratori                       |
| 2020  | Hypnosis Mic: Division Rap Battle                                    | Saburō Yamada                        |
| 2020  | Magia: Charma Saga                                                   | Aiden Rutelan                        |
| 2020  | To the moon                                                          | Yuki Natsukawa                       |
| 2020  | I-Chu Étoile Stage                                                   | Runa Kagurazaka                      |
| 2020  | Tales of Crestoria                                                   | Kanata Hjuger                        |
| 2020  | Re:Zero − Starting Life in Another World: Lost in Memories           | Otto Suwen                           |
| 2021  | Re:Zero − Starting Life in Another World: The Prophecy of the Throne | Otto Suwen                           |
| 2022  | Digimon Survive                                                      | Takuma Momotsuka                     |
| 2023  | A Certain Magical Index: Imaginary Fest                              | Silvercross Alpha                    |
| 2023  | Fire Emblem Engage                                                   | Clanne                               |
| 2024  | Ride Kamens                                                          | Lance Tendoh et Q / Kamen Rider LOQ, |
| 2024  | Fire Emblem Heroes                                                   | Leonardo, Clanne                     |